# Out of the Blue (serie televisiva 2008)
Out of the Blue è una soap opera australiana commissionato dalla BBC, prodotta dall'Australia's Southern Star Entertainment.
Inizialmente il programma va in onda durante la fascia pomeridiana e il primo episodio debutta su BBC One il 28 aprile 2008; il programma non raggiunge gli ascolti desiderati, spingendo quindi al trasferimento su BBC Two dal 19 maggio dello stesso anno e a non commissionare una seconda serie. L'episodio finale va in onda il 29 gennaio 2009. I diritti per trasmettere lo show in Australia vengono acquistati da Network Ten, mentre nel Regno Unito è Channel 5 a possedere i diritti per replicare Out of the Blue, la messa in onda dei 130 episodi avviene sul canale digitale collegato, Channel Fiver, nel febbraio del 2009.